# Sepedonea neffi
Sepedonea neffi är en tvåvingeart som beskrevs av Amnon Freidberg 1991. Sepedonea neffi ingår i släktet Sepedonea och familjen kärrflugor.
Artens utbredningsområde är Venezuela. Inga underarter finns listade i Catalogue of Life.